# Закупне (станція)
Заку́пне — проміжна залізнична станція Жмеринської дирекції Південно-Західної залізниці на неелектрифікованій лінії Ярмолинці — Копичинці між станціями Лісоводи (14 км) та Гусятин (18 км). Є передатною станцією — наступна станція Гусятин, яка  підпорядкована Львівській залізниці. Розташована в однойменному селищі Кам'янець-Подільського району Хмельницької області. Станція обслуговує лише вантажні перевезення.

## Історія
Станція відкрита 1916 року.

## Пасажирське сполучення
Пасажирське сполучення по станції Закупне не здійснюється. 